# Stefan Pede
Stefan Pede (* 1980 in Wismar) ist ein deutscher Comicautor, der unter dem Pseudonym Pits veröffentlicht.

## Leben
Nach dem Abitur am Helene-Weigel-Gymnasium in Wismar 1999 und der Dienstzeit bei der Bundeswehr absolvierte Pede eine Lehre zum Mediengestalter. Anschließend arbeitete er als Grafiker für verschiedene Firmen in Wismar, Lübeck und Hamburg. Seit 2016 ist er als Projekt- und Teammanager in einer Firma für Mediengestaltung tätig.
Als Comiczeichner trat Pede erstmals mit seiner Comicreihe „Olaf“ in Erscheinung, die er 2006 für die Wismarer Ostseezeitung begann.
Aktuell arbeitet Pede zusammen mit Dirk Seliger an beider Comic-Projekt Der letzte Kobold.

## Werke (Auswahl)
- 2014 Der letzte Kobold 1 – Gabelfuß und Luno, A4 Hardcover, Text: Dirk Seliger, Zeichnungen: Stefan Pede, Epsilon Verlag, ISBN 978-3-86693-195-4.
- 2016 Der letzte Kobold 2 – Huhboba und die Nachttratsch, A4 Hardcover, Text: Dirk Seliger, Zeichnungen: Stefan Pede, Epsilon Verlag, ISBN 978-3-86693-238-8.
- 2018 Der letzte Kobold 3 – Oha und der Hakelmann, A4 Hardcover, Text: Dirk Seliger, Zeichnungen: Stefan Pede, Kult Comics, ISBN 978-3-946722-97-7.
- 2020 Der letzte Kobold: Menschen, Götter und Gelichter (Kurzgeschichten), A4 Hardcover, Text: Dirk Seliger, Zeichnungen: Stefan Pede, Kult Comics, ISBN 978-3-96430-113-0.
- 2023 Der letzte Kobold 4 – Der Wiemel und die Schlaazenbande, A4 Hardcover, Text: Dirk Seliger, Zeichnungen: Stefan Pede, Kult Comics, ISBN 978-3-96430-359-2.

## Auszeichnungen
Beim ICOM Independent Comic Preis 2024 erhielt Pede für sein 4. Album von „Der letzte Kobold“ (Der Wiemel und die Schlaazenbande) je eine Nominierung für die Kategorien Bester Kinder- und Jugendcomic und den XPPen-Award.